# Mistrzostwa Świata w Kolarstwie Torowym 1974
71. Mistrzostwa Świata w Kolarstwie Torowym 1974 odbyły się w kanadyjskim Montrealu. W programie mistrzostw znalazło się jedenaście konkurencji: sprint i wyścig na dochodzenie dla kobiet oraz sprint, wyścig na dochodzenie, wyścig ze startu zatrzymanego zarówno dla zawodowców, jak i amatorów, wyścig drużynowy na dochodzenie zawodowców, a także wyścig tandemów i wyścig na 1000 m dla mężczyzn.

## Medaliści

### Kobiety
| Konkurencja                        | Złoto               | Srebro             | Brąz                   |
| ---------------------------------- | ------------------- | ------------------ | ---------------------- |
| Sprint indywidualny                | Tamara Pilszczikowa | Sue Novarra        | Galina Cariowa         |
| Wyścig indywidualny na dochodzenie | Tamara Garkuszyna   | Walentina Smirnowa | Keetie van Oosten-Hage |

### Mężczyźni
| Konkurencja                                   | Złoto                                                                 | Srebro                                                                       | Brąz                                                                       |
| --------------------------------------------- | --------------------------------------------------------------------- | ---------------------------------------------------------------------------- | -------------------------------------------------------------------------- |
| Sprint indywidualny amatorów                  | Anton Tkáč                                                            | Siergiej Krawcow                                                             | Giorgio Rossi                                                              |
| Wyścig indywidualny na dochodzenie amatorów   | Hans Lutz                                                             | Orfeo Pizzoferrato                                                           | Thomas Huschke                                                             |
| Wyścig ze startu zatrzymanego amatorów        | Jean Breuer                                                           | Martin Venix                                                                 | Miguel Espinós                                                             |
| Sprint indywidualny zawodowców                | Peder Pedersen                                                        | John Nicholson                                                               | Robert Van Lancker                                                         |
| Wyścig indywidualny na dochodzenie zawodowców | Roy Schuiten                                                          | Ferdinand Bracke                                                             | René Pijnen                                                                |
| Wyścig ze startu zatrzymanego zawodowców      | Cees Stam                                                             | Theo Verschueren                                                             | Attilio Benfatto                                                           |
| Wyścig drużynowy na dochodzenie               | RFN · Günther Schumacher · Peter Vonhof · Hans Lutz · Dietrich Thurau | NRD · Thomas Huschke · Heinz Richter · Klaus-Jürgen Grünke · Uwe Unterwalder | Czechosłowacja · Michal Klasa · Zdeněk Dohnal · Petr Kocek · Pavel Doležel |
| Wyścig na 1000 m                              | Eduard Rapp                                                           | Ferruccio Ferro                                                              | Janusz Kierzkowski                                                         |
| Tandemy                                       | Czechosłowacja · Vladimír Vačkář · Miroslav Vymazal                   | ZSRR · Wiktor Kopyłow · Władimir Siemieniec                                  | Polska · Benedykt Kocot · Andrzej Bek                                      |

## Klasyfikacja medalowa
| Miejsce | Państwo           |   |   |   | Razem |
| ------- | ----------------- | - | - | - | ----- |
| 1.      | ZSRR              | 3 | 3 | 1 | 7     |
| 2.      | RFN               | 3 | 0 | 0 | 3     |
| 3.      | Holandia          | 2 | 1 | 2 | 5     |
| 4.      | Czechosłowacja    | 2 | 0 | 1 | 3     |
| 5.      | Dania             | 1 | 0 | 0 | 1     |
| 6.      | Włochy            | 0 | 2 | 2 | 4     |
| 7.      | Belgia            | 0 | 2 | 1 | 3     |
| 8.      | NRD               | 0 | 1 | 1 | 2     |
| 9.      | Australia         | 0 | 1 | 0 | 1     |
|         | Stany Zjednoczone | 0 | 1 | 0 | 1     |
| 11.     | Polska            | 0 | 0 | 2 | 2     |
| 12.     | Hiszpania         | 0 | 0 | 1 | 1     |